# Бикмурзино (Пензенская область)
 Бикмурзино  —  село в Неверкинском районе Пензенской области. Административный центр  Бикмурзинского сельсовета.

## География
Находится в юго-восточной части Пензенской области на расстоянии приблизительно 3 км на восток от районного центра села Неверкино на левом берегу Илим-Кадады. 

## История
Упоминается с 1709 года как деревня Пик Мурзина на речке Идим-Горе, где 14 дворов ясачных чувашей, 49 жителей; в 1718 – 16 дворов, 73 жителя. Чуваши называли селение Кивь Йель – «старое село» в отличие от «новой» деревни Каменный Овраг. В 1747 году здесь (деревня Пикмурзино) показано 111 ревизских душ. В 1795 здесь (деревня Бикмурзина) 43 двора казенных крестьян, 119 ревизских душ. В 1885 в Бикмурзине было 62 двора. В 1911 имелось 111 дворов, церковноприходская школа. В советское время работали колхозы «Хурамал», «Коллективный труд», имени Маленкова, «Правда», имени 21-го партсъезда и «Первомайский». В 2004 году 222 хозяйства. 

## Население
| 1750 | 1795 | 1859 | 1911 | 1926 | 1939 | 1959 |
| ---- | ---- | ---- | ---- | ---- | ---- | ---- |
| 222  | ↗238 | ↗345 | ↗638 | ↗696 | ↘501 | ↗636 |
| 1979 | 1996 | 2004 | 2010 | 2012 |      |      |
| ↗708 | ↗714 | ↘695 | ↘674 | ↘642 |      |      |